# Kärrliljeväxter
Kärrliljeväxter (Tofieldiaceae) är en växtfamilj bland de enhjärtbladiga växterna. Familjen består av 3-5 släkten med sammanlagt 27 arter, varav två förekommer naturligt i Sverige. 
De är fleråriga örter med krypande jordstam. Basalbladen vänder kanten mot stjälken. Blommorna sitter ensamma eller i en klase. Svepebladen är treflikade, de sitter vid basen av blomskaftet eller direkt under kalkbladen. Kalkbladen är sex, fria. Ståndarna är sex eller nio. Stiften tre. Frukten är en kapsel.

## Släkten
- Kärrliljesläktet (Tofieldia) - har blommor i klase med sex ståndare.
- Harperocallis - blommorna sitter ensamma.
- Pleea - har blommor i klase med nio ståndare.

## Webbkällor
- Stevens, P. F. (2001 onwards). Angiosperm Phylogeny Website. Version 9, June 2008
- Flora of North America - Liliaceae